# 1951-es magyar férfi vízilabdakupa
A magyar férfi vízilabdakupa 1951-es kiírását a Bp. Dózsa nyerte. A sorozatot első alkalommal rendezték meg Magyar Népköztársasági Kupa néven. A párosításokat október 30-án sorsolták ki. Az első mérkőzést november 18-án játszották. Az 1951-es OB I első négy csapata (Bp. Dózsa, Bp. Vasas, Bp. Kinizsi, Szolnoki Dózsa) a negyeddöntőben kapcsolódott be a küzdelembe.

## Eredmények

### Selejtező

#### 1. forduló
játéknap: november 18., 22.
| 1. csapat        | Eredmény | 2. csapat      |
| ---------------- | -------- | -------------- |
| Előre MÁVAUT     | 1–8      | Bp. Bástya     |
| Bp. Vörös Meteor | 4–7      | Bp. Honvéd     |
| Fáklya Opera     | 6–8      | Csepeli Vasas  |
| Bp. Lokomotív    | ?–?      | Gyárépítési SK |

#### 2. forduló
játéknap: november 21., 23., 24., 25., december 1.
| 1. csapat                  | Eredmény     | 2. csapat            |
| -------------------------- | ------------ | -------------------- |
| Bp. Postás                 | 4–5          | Bp. Előre            |
| Vasas MÁVAG                | 6–0          | Vörös Lobogó Kistext |
| III. kerületi Vörös Lobogó | 6–3          | Ceglédi Lokomotív    |
| Bp. Építők                 | játék nélkül | Vasas Elektromos     |
| Tatabányai Bányász         | 9–2          | Szegedi Petőfi       |
| Egri Fáklya                | 16–0         | Győri Vasas          |
| Bp. Bástya                 | 3–4          | Bp. Honvéd           |
| Bp. Lokomotív              | 7–3          | Csepeli Vasas        |

#### 3. forduló
december 2., 8.
| 1. csapat                  | Eredmény | 2. csapat          |
| -------------------------- | -------- | ------------------ |
| Bp. Előre                  | 2–3      | Tatabányai Bányász |
| III. kerületi Vörös Lobogó | 0–12     | Egri Fáklya        |
| Vasas MÁVAG                | 9–4      | Bp. Építők         |
| Bp. Lokomotív              | 4–7      | Bp. Honvéd         |

### Negyeddöntő
játéknap: december 9., 15.
| 1. csapat      | Eredmény | 2. csapat          |
| -------------- | -------- | ------------------ |
| Bp. Kinizsi    | 3–2      | Egri Fáklya        |
| Szolnoki Dózsa | 10–0     | Tatabányai Bányász |
| Bp. Dózsa      | 12–0     | Vasas MÁVAG        |
| Bp. Vasas      | 3–0      | Bp. Honvéd         |

### Elődöntő
játéknap: december 16.
| 1. csapat   | Eredmény | 2. csapat      |
| ----------- | -------- | -------------- |
| Bp. Dózsa   | 8–2      | Bp. Vasas      |
| Bp. Kinizsi | 4–2      | Szolnoki Dózsa |

### Döntő
| 1951. december 21. 20:30 | Bp. Dózsa                     | 6–2 | Bp. Kinizsi     | Sportuszoda Nézőszám: 2800 Játékvezetők: Schlenker Antal |
| 1951. december 21. 20:30 | (4–1)                         |     |                 | Sportuszoda Nézőszám: 2800 Játékvezetők: Schlenker Antal |
| 1951. december 21. 20:30 | Gyarmati 3 Kislégi 2 Martin 1 |     | Szittya 1 Joó 1 | Sportuszoda Nézőszám: 2800 Játékvezetők: Schlenker Antal |

A Bp. Dózsa kupagyőztes csapata: Kun György – Gyarmati Dezső, Kislégi Kálmán, Lemhényi Dezső, Martin Miklós, Spliesz Sándor, Vízvári György, edző: Sárkány Miklós